# 22. SS-Freiwilligen-Kavallerie-Division
De 22. SS-Freiwilligen-Kavallerie-Division was een divisie van de Waffen-SS. De eenheid werd in mei 1944 opgericht en werd tijdens de slag om Boedapest in februari 1945 vernietigd. De divisie is tijdens haar volledige bestaan gelegerd en ingezet geweest in Hongarije en Roemenië.
Het embleem van de divisie, een korenbloem op een schild, werd ontwikkeld maar slechts weinig gebruikt. Ook de naam Maria Theresa, die soms opduikt in de lijsten van het Duitse opperbevel, werd in feite weinig gebruikt door de divisie.

## Geschiedenis

### Oprichting en formatie
De 22. SS-Freiwilligen-Kavallerie-Division werd opgericht in mei 1944 nabij Kisber in Hongarije. Het 17. SS-Kavallerie-Regiment vormde de kern van de divisie. Het grootste deel van de soldaten waren Volksduitsers die oorspronkelijk lid waren van de Hongaarse strijdkrachten maar door een verdrag tussen nazi-Duitsland en de Hongaarse regering overgeplaatst werden naar de Waffen-SS. Door het verloop van de oorlog, dat helemaal niet positief was voor de Duitsers, werd er niet gewacht tot de divisie op volledige sterkte was om haar de strijd in te sturen.

### Wapenfeiten in 1944
In september 1944 werd uit de gevechtsklare eenheden van de 22. SS-Kavallerie een Kampfgruppe (gevechtsgroep) gevormd uit het SS-Kavallerie-Regiment 52 en enkele ondersteunende eenheden. De Kampfgruppe stond onder bevel van SS-Hauptsturmführer Toni Ameiser, en werd naar de frontlijn in Roemenië gestuurd. Daar moest de Kampfgruppe zich aansluiten bij het Duitse 17e Pantserkorps maar slaagde daar niet in. De divisie vocht dan aan de zijde van Hongaarse troepen.
De opmars van het Rode Leger zorgde er eerst voor dat de Kampfgruppe omsingeld werd, op 2 oktober 1944, en vervolgens in twee werd gesplitst. Het ene deel stond onder leiding van SS-Hauptsturmführer Harry Vandieken en slaagde erin om de Harmas te bereiken en deze over te zwemmen. Zo bereikten ze de Duitse linies aan de andere kant van de rivier. Het andere deel van de Kampfgruppe stond nog onder leiding van Ameiser, maar kon de Harmas niet bereiken en diende achter de linies van het Rode Leger te overleven. Daar slaagden ze echter wonderwel in, en op 30 oktober bereikten ze de linies van het Duitse leger ten zuiden van Boedapest.
De andere delen van de divisie die nu net uit opleiding kwamen, werden onmiddellijk naar Boedapest gestuurd om de stad te beschermen voor het oprukkende Rode Leger. In november 1944 werd de divisie, samen met de andere eenheden van de asmogendheden, ingesloten en vervolgens vernietigd. Slechts 170 soldaten van de 22e SS-Freiwilligen-Kavallerie-Division wisten uit de omsingeling te ontsnappen.
De overlevenden van Boedapest werden samen met de troepen van Kampfgruppe Ameiser samengevoegd tot de 37. SS-Freiwilligen-Kavallerie-Division Lützow. De overblijfselen van de FLAK-eenheden werden overgeplaatst naar de 32. SS-Freiwilligen-Grenadier-Division 30. Januar.

## Bekende oorlogsmisdaden[4]
Drie officieren van de divisie hebben gediend in de concentratiekampen en Einsatzgruppen. Dit getal bevat ook officieren die voor of na hun dienst in de divisie in de kampen en Einsatzgruppen hebben gediend.

## Commandant[2]
| Commandant                                                     | Begindatum    | Einddatum        | Opmerking                                                           |
| -------------------------------------------------------------- | ------------- | ---------------- | ------------------------------------------------------------------- |
| SS-Brigadeführer en Generalmajor der Waffen-SS August Zehender | 21 april 1944 | 11 februari 1945 | Op 11 februari 1945 gesneuveld tijdens een mislukte uitbraakpoging. |

## Samenstelling[5]
- SS-Kavallerie-Regiment 52
- SS-Kavallerie-Regiment 53
- SS-Kavallerie-Regiment 54 / 17
- SS-Artillerie-Regiment 22
- SS-Panzer-Aufklärungs-Abteilung 22
- SS-Panzer-Jäger-Abteilung 22
- SS-Pionier-Bataillon 22
- SS-Nachrichten-Abteilung 22
- SS-Division-Nachschubtruppen 22
- SS-Verwaltungstruppen-Abteilung 22
- SS-Sanitätsabteilung 22
- SS-Flak-Abteilung 22
- SS-Feldersatz-Abteilung 22
- SS-Wirtschafts-Bataillon 22